# Muž, který se směje
Muž, který se směje (1869, L'Homme qui rit) je romantický historický román francouzského prozaika, dramatika a básníka Victora Huga. Autor jej napsal v době, kdy žil pro své politické názory, namířené proti Napoleonovi III., v exilu v Bruselu a na Normanských ostrovech. Příběh románu se odehrává na přelomu 17. a 18. století v Anglii, kterou Hugo vykresluje jako místo, kde neurozený člověk nemá v podstatě šanci na normální život. Hlavní hrdina, znetvořený chlapec a později mladík Gwynplaine, je typický romantický hrdina, který v sobě spojuje protiklad krásy a ošklivosti obdobně jako Quasimodo v Chrámu Matky Boží v Paříži (jde o tzv. harmonii kontrastu).

## Obsah románu
Hlavním hrdinou románu je mladý muž Gwynplaine. Jako dvouletý chlapec je unesen bratrstvem zločinců, kteří se nazývají comprachicosové. Jde o španělský neologismus vytvořený Hugem, který doslovně znamená „zloději dětí". Tito zločinci různě mrzačí unesené děti a pak je prodávají dalším lidem pro zábavu. Kromě toho takto poznamenávají i nechtěné a odložené děti, aby se nepokoušely v budoucnu najít své rodiče často ze šlechtických rodů. Gwynplainovi proto znetvoří tvář do „věčného úsměvu".
Král Jakub II. comprachicose využíval ve „státním zájmu" a ti byli na jeho dvoře poměrně dobře zapsáni. Jeho nástupce Vilém III. byl však ke comprachicosům velmi přísný a tvrdě je trestal. Proto comprachichové dvanáctiletého Gwynplaina opustí v prosinci roku 1689 na břehu moře, aby se zbavili důkazu své odporné činnosti. Při následující plavbě do Španělska se ale v bouři jejich loď potopí. Posádka ještě před smrtí jako pokání vhodí do moře láhev, kde je popsáno tajemství Gwynplainova původu.
Opuštěný chlapec se vydá hledat pomoc. Během bezcílné cesty po zasněžené planině se mu podaří zachránit asi roční slepou holčičku dýchající z posledních sil na těle své mrtvé matky, která na pláni zabloudila a zmrzla. Podaří se mu i s děvčátkem dostat se do města, kde je vezme pod střechu své pojízdné boudy muž jménem Ursus, kterému do té doby dělal společnost pouze ochočený vlk Homo. Ursus se živí jako potulný komediant a jeho vystoupení mají nyní velký úspěch zejména proto, že v nich vystupuje znetvořený Gwynplaine.
Chlapec mezitím dospěje v muže a holčička v dívku jménem Dea. Mezi oběma mladými lidmi se začíná vytvářet milostný vztah. Gwynplaine Deu zbožňuje a Dea, která nevidí Gwynplainovu tvář, vnímá jeho odvahu, dobré srdce a šlechetnou duši a miluje jej čistou láskou.
Skupina komediantů se dostane až do Londýna, kde mají jejich vystoupení opět obrovský úspěch. Proto představení navštíví i krásná lady Josiana, sestra anglické královny, kterou zohavený Gwinplaine vzrušuje. Krásná vévodkyne tak vyvolá v Gwynplainovi touhy, o kterých Dea nemá ani tušení, a Gwynpaline svádí těžký vnitřní boj.
Lady Josiana má starého, ošklivého a nenávistného služebníka Barkhilpedra. Je to podlézavý a závistivý člověk, který zneužívá svůj vliv pro pomstu za vlastní malost a za dříve prožité urážky a ponížení. Podaří se mu stát úředníkem na vrchní námořní správě a když je nalezena láhev comprachicosů, využije jejich přiznání ke svým pomstychtivým cílům a odhalí skutečný Gwynplainův původ.
Gwynplaine je ve skutečnosti lord Fermain Clancharlie a je synem lorda Linnacusa Clancharlieho, anglického peera. Jeho otec byl vyhnán z Anglie ještě před Gwynplainovým narozením do Švýcarska, tam se zamiloval a měl syna, který byl ve dvou letech unesen a zmrzačen, aby nepřekážel královské vůli a především jako pomsta krále otci republikánovi. Tímto odhalením Barkhilpedro zničí snoubence lady Josiany lorda Davida, protože nalezením skutečného lorda Clancharlieho jej zbaví majetku a zároveň se pomstí lady Josianě tím, že jejím snoubencem se stane zohavený Gwynplaine. Ta však o něj jako o svého manžela ztratí zájem. Ke zničení všech Gwynplainových ideálů pak přispěje jeho pokus o nápravu poměrů v Anglii řečí ve Sněmovně lordů, která se mu vysměje
Gwynpaline se snaží najít Deu a Ursa a vyčítá si, že je opustil. Tu se objeví Ursův vlk Homo a odvede jej k nim. Gwynplainovi tak svítá naděje, že vše se dá ještě zachránit, že všechno bude jako dřív. Dea mu ale po návratu umírá v náručí, protože její nemocné srdce nevydrželo tak velké rozrušení. Její smrt je dovršením tragického Gwynplainova osudu, protože s Deou umírá smysl jeho života. Ztráta naprosto všeho, v co na tomto světě doufal a co miloval, ho dovádí k sebevraždě.

## Filmové adaptace

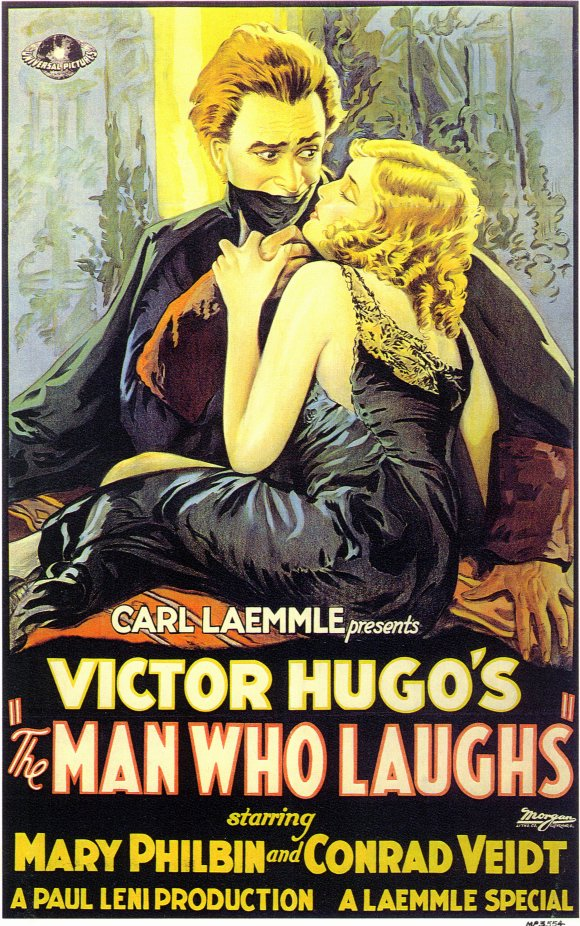
Plakát k americkému filmu z roku 1928.

- L'homme qui rit (1909), francouzský nedochovaný němý film.[2]
- Das grinsende Gesicht (1921), rakouský němý film, režie Julius Herska.
- The Man Who Laughs (1928), americký němý film, režie Paul Leni.
- L'uomo che ride (1966), italský film, režie Sergio Corbucci.
- L'homme qui rit (1971), francouzský televizní film, režie Jean Kerchbron.
- L'homme qui rit (2012), francouzský film, režie Jean-Pierre Améris, v roli Ursa Gérard Depardieu.[3]

## Česká vydání
- Muž, který se směje, nákladem redakce Našich Listů, Praha 1869, přeložil Robert Nápravník.
- Muž, který se směje, Právo lidu, Praha 1902, přeložil P. R.
- Muž, který se směje, Josef Richard Vilímek, Praha 1918, přeložil Lothar Suchý.
- Muž, který se směje, Jan Otto, Praha 1920, přeložil František Jelínek.
- Muž, jenž se směje, Komunistické knihkupectví a nakladatelství Rudolf Rejman, Praha 1922, přeložil Otakar Nový.
- Muž, který se směje, Antonín Svěcený, Praha 1924, přeložila Pavla Ascherová.
- Muž, jenž se směje, Rodinná knihovna Henning Franzen, Praha 1928, přeložil Karel Nosek, znovu Mars, Praha 1931.
- Muž, který se směje, Julius Albert, Praha 1932, přeložili Jaromír Fiala a Otokar Goehler.
- Muž, který se směje, Svoboda, Praha 1970, přeložil Miroslav Vlček, znovu BB art, Praha 2000.
- Muž, který se směje, Dobrovský s.r.o., Praha 2014, přeložil Karel Nosek.
- Muž, který se směje, Odeon, Praha 2016, přeložil Jiří Našinec.